# Ischaemum albovillosum
Ischaemum albovillosum är en gräsart som beskrevs av Bryan Kenneth Simon. Ischaemum albovillosum ingår i släktet Ischaemum och familjen gräs. Inga underarter finns listade i Catalogue of Life.